# Gerente General del Banco de Guatemala
El Gerente General del Banco de Guatemala tiene bajo su responsabilidad la administración de dicho Banco Central y responde ante el presidente de esta institución y ante la Junta Monetaria del correcto y eficaz funcionamiento del Banco.
En caso de ausencia o impedimento temporal del Gerente General, la Junta Monetaria designará para sustituirlo en el cargo a una de las autoridades de la institución, de la jerarquía inmediata inferior.
El Gerente General, o quien haga sus veces, deberá reunir las mismas calidades que se requieren para ser Presidente del Banco de Guatemala.

## Representación
El Gerente General ejerce la representación legal del Banco de Guatemala, judicial y extrajudicialmente, en aquellos asuntos no reservados al Presidente del Banco; por consiguiente, puede ejecutar todos los actos y suscribir los contratos que sean del giro ordinario del Banco Central, según su naturaleza y objeto, de los que de él se deriven y de los que con el mismo se relacionen. En tal carácter, queda facultado para otorgar, en nombre del Banco Central, sin perjuicio de lo dispuesto en el inciso g) del artículo 30 de la Ley Orgánica del Banco de Guatemala, los mandatos que sean necesarios.

## Lista de Gerentes Generales del Banco de Guatemala[2]
| N.º | Nombre                            |
| --- | --------------------------------- |
| 01  | Max Jiménez Pinto                 |
| 02  | Manuel A. Béndfeldt Jáuregui      |
| 03  | Mario Asturias Arévalo            |
| 04  | J. Francisco Fernández Rivas      |
| 05  | Gilberto Secaira Estrada          |
| 06  | Mario René Gómez Valencia         |
| 07  | Manuel Méndez Escobar             |
| 08  | Roberto Enrique Mazariegos Godoy  |
| 09  | Carlos Humberto Alpírez Pérez     |
| 10  | Guillermo Enrique Matta Ovalle    |
| 11  | Antonio Sagastume Acevedo         |
| 12  | Óscar Álvarez Marroquín           |
| 13  | Carlos Humberto González Arévalo  |
| 14  | Hugo Quinto Chew                  |
| 15  | Carlos Fernando Figueroa Amado    |
| 16  | Fabian Bernardo Pira Arrivillaga  |
| 17  | José Alejandro Arévalo Alburez    |
| 18  | Sergio Alfonso González Navas     |
| 19  | Julio Roberto Suárez Guerra       |
| 20  | Edwin Giovanni Verbena De León    |
| 21  | Edwin Haroldo Matul Ruano         |
| 22  | Carlos Rafael García              |
| 23  | Manuel Augusto Alonzo Araujo      |
| 24  | Sergio Francisco Recinos Rivera   |
| 25  | Lidya Antonieta Gutiérrez Escobar |
| 26  | Oscar Roberto Monterroso Sazo     |